# 徐鋆
徐鋆（?—?），江蘇省蘇州府吳縣人，清朝政治人物、同進士出身。
光緒二十年（1894年），参加光緒甲午科殿試，登進士三甲143名。同年五月，授内阁中书。